# Probrachylophosaurus
Probrachylophosaurus („Před brachylofosaurem“) byl rod kachnozobého dinosaura, žijícího v období pozdní křídy (stupeň kampán, asi před 79,8 až 79,5 milionu let) na území dnešních USA (stát Montana). Patřil mezi poměrně velké ornitopody, jeho délka se pohybovala kolem devíti metrů a hmotnost mohla dosáhnout zhruba pěti metrických tun. Patřil tak mezi největší známé zástupce tribu Brachylophosaurini. Jeho význam tkví především v tom, že je ukázkou přechodné formy dinosaura, v tomto případě mezi rody Acristavus a Brachylophosaurus (který se vyskytoval asi o 1,5 milionu let později). Blízkým příbuzným je také rod Ornatops a Maiasaura.

## Objev a popis
První fosilie tohoto rodu pocházející ze souvrství Judith River byly objeveny v letech 1981 a 1994, teprve v letech 2007 a 2008 ale tým paleontologů z Museum of the Rockies vykopal zbytek kostry. Hadrosaurida vědecky popsali v roce 2015 Elisabeth A. Freedman Fowlerová a Jack Horner. Podle výzkumu linií zadrženého růstu (LAG) zahynul holotyp (označovaný jako MOR 2919) asi ve svých čtrnácti letech. Jeho délka dosahovala zhruba 10 metrů a hmotnost asi 5000 kilogramů.